# Elston Turner
Elston Howard Turner (Knoxville, Tennessee, 10 de junio de 1959) es un exjugador y entrenador de baloncesto estadounidense que jugó ocho temporadas en la NBA, además de hacerlo en la Liga ACB, la liga italiana, la liga griega y la CBA. Con 1,96 metros de estatura, lo hacía en la posición de alero. Desde 2021 es entrenador asistente de los Minnesota Timberwolves. Es el padre del homónimo actual jugador profesional Elston Turner Jr..

## Trayectoria deportiva

### Universidad
Jugó durante cuatro temporadas con los Rebels de la Universidad de Misisipi, en las que promedió 16,0 puntos, 2,1 asistencias y 7,3 rebotes por partido, Llevó a su equipo a conseguir su primer título de la Southeastern Conference y su primera aparición en el Torneo de la NCAA. En sus dos últimas temporadas fue incluido en el mejor quinteto de la conferencia, siendo en la actualidad el tercer máximo reboteador de la historia de los Rebels, con 828 rebotes, y el cuarto mejor anotador, con 1.405 puntos.

### Profesional
Fue elegido en la cuadragésimo tercera posición del Draft de la NBA de 1981 por Dallas Mavericks, donde en su primera temporada se convirtió en titular, en la que sería al final su mejor campaña como profesional. Terminó el año promediando 8,3 puntos, 3,8 rebotes y 2,4 asistencias por partido.
Tras dos temporadas más en el equipo, en 1984 se convierte en agente libre, negociando con los Denver Nuggets, quienes acuerdan traspasar a los Mavs a Howard Carter a cambio de no usar su derecho a una contraoferta por Turner. Allí pasó dos temporadas siendo uno de los jugadores menos utilizados por su entrenador Doug Moe, hasta que en 1986 ficha por los Chicago Bulls por 3 temporadas, quienes reciben a cambio una segunda ronda del draft.
En los Bulls pasó dos temporadas, la segunda de ellas casi inadvertido, disputando apenas 17 partidos en los que anotó otros tantos puntos. Tras ser despedido, regresó a los Nuggets como agente libre, donde llegó a ser titular en 12 partidos, acabando la temporada promediando 4,3 puntos y 3,7 rebotes.
Tras verse sin equipo en la NBA, decidió emprender la aventura europea, firmando con el Cacaolat Granollers de la liga ACB, donde apenas disputó 9 partidos, en los que promedió 15,9 puntos y 4,7 rebotes. Al año siguiente se marcha a la liga italiana para firmar con el Scavolini Pesaro, pero tras dos semanas en las que disputa 4 partidos, promediando 8,8 puntos y 5,5 rebotes, es despedido. Acabó la temporada en las filas del AE Apollon Patras de la liga griega.
Sus últimas temporadas como profesional las pararía en su país, en la CBA, jugando con los Wichita Falls Texans y los Chicago Rockers, donde desempeñó la labor de jugador-entrenador.

### Entrenador
Tras esa primera temporada en los Chicago Rockers, al año siguiente ejerció como asistente de Dan Panaggio en los Quad City Thunder. En 1996 ocupa el puesto de asistente en Portland Trail Blazers, donde permanece 4 temporadas. En 2000 se une al equipo de Rick Adelman en los Sacramento Kings, donde permanece 6 temporadas, hasta que Adelman ficha por Houston Rockets, acompañándole desde 2007 hasta 2011 en el equipo texano. Sus siguientes equipos, siempre como asistente, serían Phoenix Suns (2011-2013), Memphis Grizzlies (2013-2016), y los Sacramento Kings (2016-)

## Estadísticas de su carrera en la NBA

### Temporada regular
| Temporada | Edad | Equipo           | Liga | P   | TIT | MIN  | TC  | TCA | %TC  | 3P  | 3PA | %3P  | TL  | TLA | %TL  | R.OF. | R.DEF. | REB | ASIS | ROB | TAP | PER | FP  | PTS |
| 1981-82   | 22   | Dallas Mavericks | NBA  | 80  | 62  | 25.0 | 3.5 | 8.0 | .441 | 0.0 | 0.1 | .000 | 1.2 | 1.7 | .703 | 1.8   | 2.0    | 3.8 | 2.4  | 0.9 | 0.0 | 1.5 | 2.3 | 8.3 |
| 1982-83   | 23   | Dallas Mavericks | NBA  | 59  | 16  | 14.9 | 1.6 | 4.0 | .403 | 0.0 | 0.1 | .667 | 0.3 | 0.5 | .667 | 1.2   | 1.4    | 2.6 | 1.5  | 0.8 | 0.0 | 1.0 | 1.3 | 3.6 |
| 1983-84   | 24   | Dallas Mavericks | NBA  | 47  | 1   | 11.4 | 1.1 | 3.2 | .360 | 0.0 | 0.2 | .111 | 0.6 | 0.7 | .824 | 0.9   | 1.1    | 2.0 | 1.3  | 0.6 | 0.0 | 0.6 | 0.9 | 2.9 |
| 1984-85   | 25   | Denver Nuggets   | NBA  | 81  | 2   | 18.4 | 2.2 | 4.8 | .466 | 0.0 | 0.1 | .167 | 0.6 | 0.8 | .785 | 1.1   | 1.6    | 2.7 | 2.0  | 1.2 | 0.1 | 0.9 | 1.9 | 5.1 |
| 1985-86   | 26   | Denver Nuggets   | NBA  | 73  | 0   | 18.1 | 2.3 | 5.2 | .435 | 0.0 | 0.1 | .000 | 0.5 | 0.7 | .736 | 0.9   | 1.9    | 2.8 | 2.3  | 1.0 | 0.1 | 1.1 | 2.1 | 5.1 |
| 1986-87   | 27   | Chicago Bulls    | NBA  | 70  | 4   | 13.4 | 1.6 | 3.6 | .444 | 0.0 | 0.1 | .125 | 0.3 | 0.4 | .742 | 0.5   | 1.2    | 1.6 | 1.5  | 0.4 | 0.1 | 0.4 | 1.4 | 3.5 |
| 1987-88   | 28   | Chicago Bulls    | NBA  | 17  | 0   | 5.8  | 0.5 | 1.8 | .267 | 0.0 | 0.0 |      | 0.1 | 0.1 | .500 | 0.5   | 0.1    | 0.6 | 0.5  | 0.5 | 0.0 | 0.6 | 0.3 | 1.0 |
| 1988-89   | 29   | Denver Nuggets   | NBA  | 78  | 12  | 22.4 | 1.9 | 4.5 | .428 | 0.0 | 0.1 | .286 | 0.4 | 0.7 | .589 | 1.4   | 2.3    | 3.7 | 1.8  | 1.2 | 0.1 | 0.8 | 2.7 | 4.3 |
| Total     |      |                  | NBA  | 505 | 97  | 17.8 | 2.1 | 4.8 | .432 | 0.0 | 0.1 | .152 | 0.6 | 0.8 | .714 | 1.1   | 1.6    | 2.7 | 1.8  | 0.9 | 0.1 | 0.9 | 1.8 | 4.7 |

### Playoffs
| Temporada | Edad | Equipo           | Liga | P  | MIN | TCA | TC  | 3PA | 3P | TLA | TL | R.OF. | REB | ASIS | ROB | TAP | PER | FP | PTS | %TC  | %3P   | %FT  | MIN  | PTS | REB | AST |
| 1983-84   | 24   | Dallas Mavericks | NBA  | 8  | 53  | 7   | 20  | 0   | 0  | 0   | 0  | 5     | 10  | 8    | 6   | 1   | 3   | 4  | 14  | .350 |       |      | 6.6  | 1.8 | 1.3 | 1.0 |
| 1984-85   | 25   | Denver Nuggets   | NBA  | 15 | 358 | 50  | 102 | 2   | 2  | 12  | 19 | 30    | 73  | 46   | 17  | 1   | 26  | 42 | 114 | .490 | 1.000 | .632 | 23.9 | 7.6 | 4.9 | 3.1 |
| 1985-86   | 26   | Denver Nuggets   | NBA  | 10 | 196 | 29  | 54  | 1   | 1  | 7   | 8  | 12    | 29  | 22   | 7   | 0   | 5   | 19 | 66  | .537 | 1.000 | .875 | 19.6 | 6.6 | 2.9 | 2.2 |
| 1986-87   | 27   | Chicago Bulls    | NBA  | 3  | 25  | 4   | 5   | 0   | 0  | 0   | 0  | 1     | 2   | 1    | 2   | 0   | 0   | 3  | 8   | .800 |       |      | 8.3  | 2.7 | 0.7 | 0.3 |
| 1987-88   | 28   | Chicago Bulls    | NBA  | 4  | 29  | 1   | 6   | 0   | 0  | 0   | 0  | 1     | 5   | 6    | 0   | 0   | 1   | 2  | 2   | .167 |       |      | 7.3  | 0.5 | 1.3 | 1.5 |
| 1988-89   | 29   | Denver Nuggets   | NBA  | 3  | 74  | 6   | 13  | 0   | 1  | 2   | 6  | 2     | 11  | 3    | 1   | 0   | 0   | 9  | 14  | .462 | .000  | .333 | 24.7 | 4.7 | 3.7 | 1.0 |
| Total     |      |                  | NBA  | 43 | 735 | 97  | 200 | 3   | 4  | 21  | 33 | 51    | 130 | 86   | 33  | 2   | 35  | 79 | 218 | .485 | .750  | .636 | 17.1 | 5.1 | 3.0 | 2.0 |